# NGC 4052
NGC 4052 est un amas ouvert situé dans la constellation de la Croix du Sud. Il a été découvert par l'astronome britannique John Herschel en 1837.
Selon la classification des amas ouverts de Robert Trumpler, cet amas renferme moins de 50 étoiles (lettre p) dont la concentration est moyenne (II) et dont les magnitudes se répartissent sur un petit intervalle (le chiffre 1). Toutefois, selon le Catalogue Lynga, la concentration des étoiles est moyennement faible (III) et l'amas renferme plus de 100 étoiles (r). Lynga indique aussi que NGC 4052 referme 80 membres. Cette contradiction entre la classification et le nombre de membres n'est pas rare dans le catalogue Lynga.

## Observation
Avec une magnitude visuelle de 8,8, on peut observer l'amas avec des jumelles dont l'ouverture est de 60 à 70 mm ou avec un petit télescope.

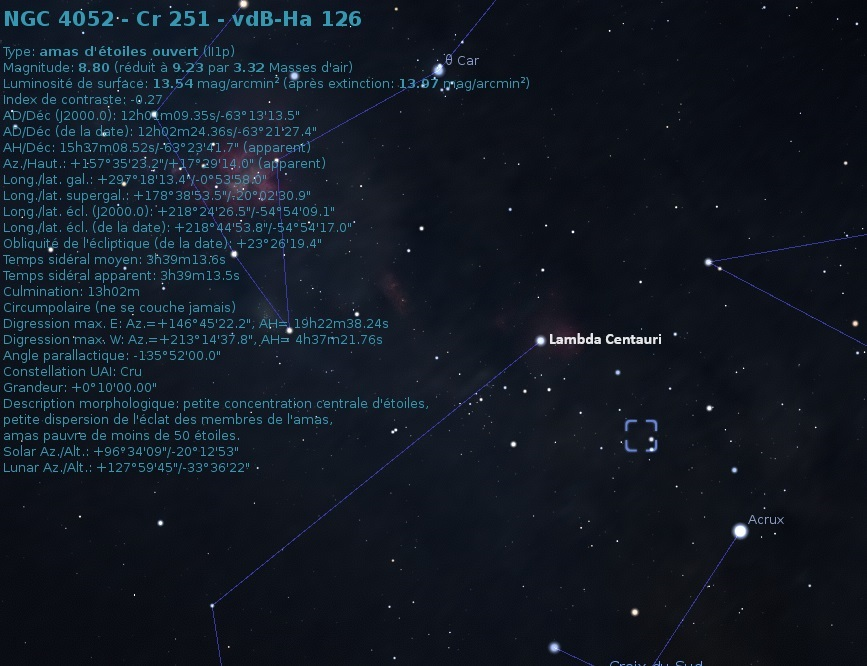
Localisation de NGC 4052 dans la constellation de Scorpion. (Stellarium)

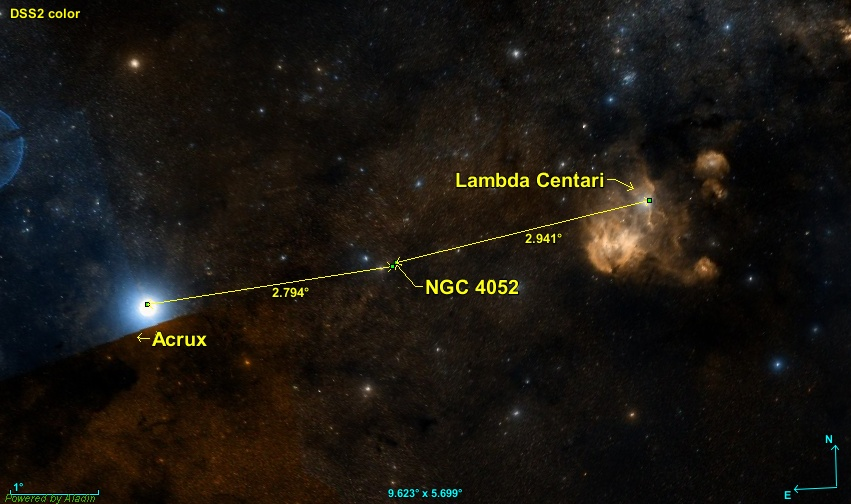
Position de NGC 4052 par rapport à deux étoiles.

NGC 4052 est situé à environ 2,8 degrés au sud-est de Lambda Centauri et à 2,8 degrés au nord-ouest de Acrux (Alpha Crucis).

## Caractéristiques

### Distance
La parallaxe moyenne des étoiles de l'amas a été obtenue des mesures effectuées par le satellite Gaia. Cinq valeurs différentes publiées dans de récents articles (2018 à 2021) sont indiquées sur la base de données Simbad : 0,359 ± 0,024 0 mas, 0,327 ± 0,042 mas, 0,323 ± 0,044 mas, 0,323 ± 0,003 mas et 0,323 ± 0,044 mas. La moyenne de ces valeurs et de leur incertitude est égale à 0,331 0 ± 0,015 7, ce qui correspond à une distance de 3 021+317
−262 pc.

### Vitesse
Trois valeurs de la vitesse radiale sont indiquées sur Simbad, soit −2,79 ± 0,32 km/s, −2,61 ± 0,422 km/s et −2,790 ± 0,31 km/s. La moyenne de ces valeurs et de leur incertitude est égale à −2,73 ± 0,35 km/s.

### Taille
Selon les sources, la taille apparente est comprise entre 5,1' et 12,1',. Grâce à un calcul simple, on peut trouver la taille réelle de l'amas. En utilisant la plus grande taille apparente et la plus grande distance, on obtient la taille réelle maximale soit 38,31 al. De même en utilisant la plus petite taille apparente et la plus petite distance, on obtient la plus petite taille réelle, soit 13,35 al. De ces deux valeurs, on déduit que la taille de l'amas est égale à 25,8 ± 12,5 al.

### Mouvement propre
Simbad indique sept couples de valeurs pour le mouvement propre de l'amas, dont cinq provenant d'articles publiés entre 2018 et 2021 sont très semblables. Les deux autres provenant d'articles publiés en 2014 et 2017 sont totalement différents. Les valeurs de ces cinq couples en ascension droite et en déclinaison sont :
- −6,827 ± 0,054 mas/an et 0,106 ± 0,006 mas/an[9]
- −6,836 ± 0,086 mas/an et 0,072 ± 0,087 mas/an[10]
- −6,836 ± 0,072 mas/an et 0,069 ± 0,073 mas/an[11]
- −6,836 ± 0,007 mas/an et 0,069 ± 0,007 mas/an[7]
- −6,836 ± 0,072 mas/an et 0,069 ± 0,073 mas/an[12]

Les valeurs moyennes du mouvement propre obtenues de ces cinq valeurs en ascension droite et en déclinaison, ainsi que de leurs incertitudes sont  égales à −6,834 ± 0,058 mas/an et 0,077 ± 0,061 mas/an
Les deux autres couples sont passablement différents et imprécis. Ils proviennent d'articles moins récents (2014 et 2017). Ces deux couples sont :
- −3,480 ± 0,210 mas/an et 0,160 ± 0,250 mas/an[15]
- −3,48 ± 3,99 mas/an et 0,38 ± 4,84 mas/an[16]

### Métallicité
Simbad rapporte une seule valeur de la métallicité, soit 0,93. Selon cette valeur, le pourcentage d'éléments lourds (plus lourd que l'hydrogène et l'hélium) de cet amas est de 124% (100,093) de celui du Soleil.

### Âge
Simbad suggère un âge donné par log10 = 8,40, soit 108,40 = 251 Ma. Lynga suggère un âge différent de WEBDA, ce qui est assez rare. Pour Lynga l'âge de NGC 4025 est donné par log10 = 8,495, soit 313 Ma

## Étoiles
Simbad montre un bouton nommé Children. En cliquant sur ce bouton, on atteint une section de cette base de données qui renferme un tableau contenant 219 entrées pour NGC 4052. Cependant, des étoiles (les Children) peuvent apparaître plusieurs fois dans la deuxième colonne du tableau, d'où le nombre de lien bibliographique qui est supérieure au nombre d'étoiles. La quatrième colonne de ce tableau indique la probabilité que l'étoile appartienne à l'amas. En cliquant sur le titre de cette colonne, on peut classer la probabilité par ordre croissant ou décroissant. En cliquant sur la désignation de l'étoile, on atteint la page de Simbad qui résume ses propriétés.
Selon cette secton de Simbad, NGC 4052 renferme 166 entrées dont la probabilité de l'étoile d'appartenir à l'amas est de 100% et 115 entrées avec une probabilité de 90%